# ألف ووكر
ألف ووكر (بالإنجليزية: Alf Walker)‏ (1 يناير 1887 المملكة المتحدة - 14 سبتمبر 1961 المملكة المتحدة) هو لاعب كرة قدم بريطاني سابق كان يلعب كمهاجم.